# Barbara Timo
Barbara Timo (* 10. März 1991 in Rio de Janeiro) ist eine Judoka, die bis 2018 für Brasilien antrat, seit 2019 startet sie für Portugal. 2019 war sie Zweite der Weltmeisterschaften.

## Sportliche Karriere
Seit 2012 startet Barbara Timo im Mittelgewicht, der Gewichtsklasse bis 70 Kilogramm. 2013 gewann sie in Taschkent ihr erstes Grand-Prix-Turnier. Bei den Südamerikaspielen 2014 belegte sie den zweiten Platz hinter der Kolumbianerin Yuri Alvear. Bei den Panamerikanischen Spielen 2015 in Edmonton verlor sie im Halbfinale gegen Yuri Alvear, danach verlor sie auch den Kampf um eine Bronzemedaille gegen die Kubanerin Onix Cortés. Bei der Universiade 2017 in Taipeh bezwang Barbara Timo im Finale die Japanerin Saki Niizoe. Ebenfalls 2017 gewann sie den brasilianischen Meistertitel.
Seit Anfang 2019 startet Barbara Timo für Portugal. Beim Grand-Slam-Turnier in Paris belegte sie den dritten Platz. Die Europameisterschaften 2019 wurden im Rahmen der Europaspiele 2019 in Minsk ausgetragen. Timo unterlag im Achtelfinale Michaela Polleres aus Österreich. Im Teamwettbewerb gewann Portugal Silber hinter der russischen Mannschaft. Zwei Monate später bei den Weltmeisterschaften 2019 in Tokio bezwang sie im Achtelfinale die Titelverteidigerin Chizuru Arai aus Japan. Mit Siegen über Sanne Van Dijke aus den Niederlanden im Viertelfinale und die Französin Margaux Pinot im Halbfinale erreichte Barbara Timo das Finale und gewann Silber hinter der Französin Marie-Ève Gahié. Bei den Olympischen Spielen in Tokio schied Timo im Achtelfinale gegen die Kroatin Barbara Matić aus.
2022 gewann Barbara Timo eine Bronzemedaille bei den Weltmeisterschaften in Taschkent. Im Jahr darauf wurde sie Fünfte der Europameisterschaften in Montpellier. Bei den Olympischen Spielen 2024 in Paris schied Timo in ihrem Auftaktkampf gegen die Südkoreanerin Kim Ji-su aus.